# Lumimuut Corona
La Lumimuut Corona è una struttura geologica della superficie di Venere.